# Moussa Coulibaly
Pour les articles homonymes, voir Coulibaly.
Moussa Hadj Coulibaly est un joueur de football malien né le 11 mai 1981 à Bamako au Mali. Son poste de prédilection est défenseur central.
Il est formé au Djoliba de Bamako, il quitte le Mali en 2005 pour aller jouer en Algérie au MC Alger. Il compte suivre les traces de Drissa Diakité,Cheikh Oumar Dabo ou Mamadou Diallo tous passés par l'Algérie pour ensuite aller jouer en Europe.

## Anecdotes
Il marque un but d’anthologie face à L'USMAlger lors de la 7e journée du championnat d'Algérie[Quand ?] : un coup franc direct des 40 m qui ricoche sur la barre transversale avant de rentrer dans le but.

## Carrière
2004-2005 : Djoliba de Bamako
2005-2006 : MC Alger (19 matches)
2006-2007 : MC Alger (24 matches/4 buts)
2007-2009  : MC Alger (22 matches)

## Clubs
- 2004-2005 : AS Bamako  Mali
- 2005-2009 : MC Alger  Algérie
- 2009-2011 : Al Ahly Tripoli  Libye

## Palmarès
MC Alger  :
- Coupe d'Algérie de football (2) : 
  - Vainqueur : 2006, 2007

- Supercoupe d'Algérie de football (2) :
  - Vainqueur : 2006, 2007